# روبورنت
روبورنت (به ایتالیایی: Roburent) یک کومونه در ایتالیا است که در استان کونیو واقع شده‌است.

## خصوصیات
روبورنت ۲۹٫۹ کیلومترمربع مساحت و ۵۵۲ نفر جمعیت دارد و ۷۸۸ متر بالاتر از سطح دریا واقع شده‌است.